# Franz-Josef Schmedding
Franz-Josef Schmedding (geb. 4. Dezember 1963 in Emsdetten) ist ein deutscher ehemaliger Fußballspieler.

## Karriere
Schmedding kam in der Saison 1983/84 von den Amateuren ins Profiteam von Borussia Dortmund. Er hatte bereits in der Vorsaison in der Bundesliga sein Debüt gegeben. Er absolvierte zwei Spiele. Im Team um Größen wie Bernd Klotz und Erdal Keser konnte sich der junge Stürmer Schmedding nicht durchsetzen und wechselte noch in der Hinrunde zum BV 08 Lüttringhausen. Am 26. November hatte er noch gegen den 1. FC Köln 20 Minuten Bundesligaluft geschnuppert. Lüttringhausen spielte in der 2. Bundesliga, Schmedding konnte sich schnell durchsetzen und absolvierte sein erstes Spiel am 8. Dezember. Bei der 3:0-Niederlage gegen SV Darmstadt 98 stand er über 90 Minuten auf dem Platz. Im weiteren Saisonverlauf kam er in zwölf weiteren Spielen zum Einsatz und erzielte zwei Tore. Lüttringhausen wurde abgeschlagen Letzter und stieg ab. Schmedding wechselte nach Belgien, dort ging er die nächsten vier Jahre auf Torejagd für den KSK Beveren und erzielte in 53 Spielen und 16 Tore. Später spielte er noch für Hertha Zehlendorf.